# 滲透壓

U型管滲透實驗

滲透壓是施加到溶液上以防止溶劑經半透膜內流的最低壓力。在U型管實驗時，當滲透持續進行至兩液面高度不再變動時，此時兩液柱之壓力差稱為滲透壓。滲透壓的大小和溶液的體積莫耳濃度、溶液溫度和溶質解離度相關，因此有時若得知滲透壓的大小和其他條件，可以反推出大分子的分子量。范特荷夫因為滲透壓和化學動力學等方面的研究獲得第一屆諾貝爾化學獎。依照范特荷夫定律，稀溶液的滲透壓與溶液的體積莫耳濃度及絕對溫度成正比。
当含有不同浓度溶质的两种溶液被半透膜隔开时，就会发生渗透作用。溶剂分子优先通过膜从低溶质浓度溶液到具有较高溶质浓度的溶液。溶剂分子的转移将持续到达到平衡为止。
潜在渗透压是如果通过半透膜将溶液与其纯溶剂分离，则溶液中可能产生的最大渗透压。

## 理论和测量

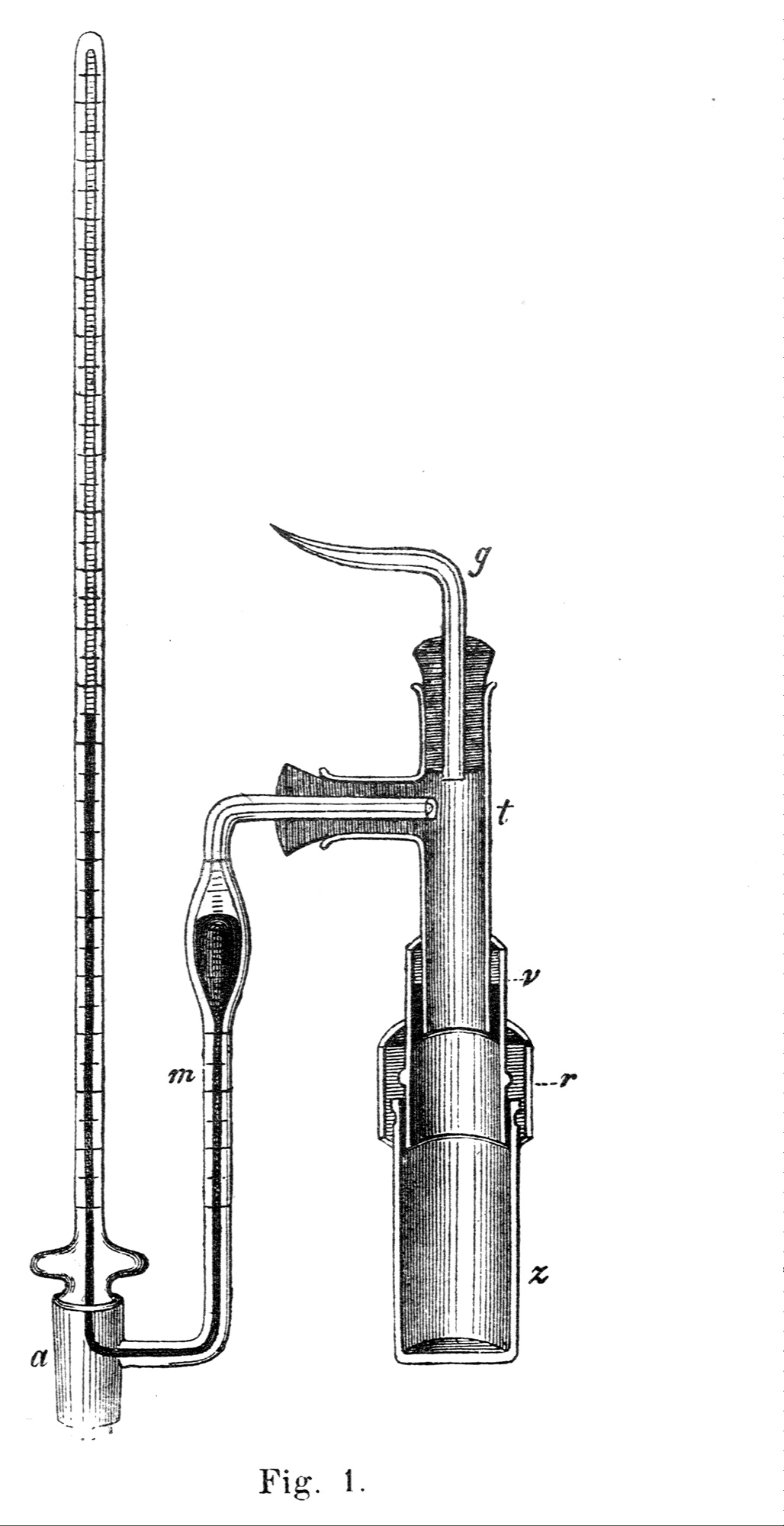
用于早期测量渗透压的Pfeffer池

雅各布斯·亨里克斯·范特霍夫发现渗透压和溶质浓度之间存在定量关系，用以下等式表示：
{\displaystyle \Pi =icRT}
其中{\displaystyle \Pi }是渗透压，i是无量纲范特霍夫因子，c是溶质的莫耳浓度，R是理想气体常数，T是绝对温度（通常以开尔文为单位）。该公式适用于溶质浓度足够低以至于溶液可以被视为理想溶液的情况。与浓度成正比意味着渗透压是一种依数性质。注意该公式与形式中的理想气体定律{\textstyle P={\frac {n}{V}}RT=c_{\text{gas}}RT}的相似性，其中V是体积，n中气体分子的总摩尔数，n/V是气体分子的摩尔浓度。
哈蒙·诺斯罗普·莫尔斯和弗雷泽的研究表明，如果浓度单位是体积莫耳浓度而不是质量莫耳浓度时，则该方程适用于更浓的溶液。故当使用体积莫耳浓度时，这个方程被称为莫尔斯方程。
对于更浓的溶液，范托夫方程可以扩展为溶质浓度c的幂级数。初步近似于：
{\displaystyle \Pi =\Pi _{0}+Ac^{2}}
其中{\displaystyle \Pi _{0}}是理想压力，A是经验参数。参数A的值（以及来自高阶近似值的参数）可用于计算皮策方程。经验参数用于量化离子和非离子溶质溶液的行为，这些溶液在热力学意义上不是理想溶液。

## 应用
渗透压测量可用于确定分子量。

紅血球細胞處在不同滲透压的溶液中

渗透压是影响生物细胞的重要因素。渗透压调节是生物体达到渗透压平衡的稳态机制。
- 高渗性溶液会导致细胞收缩。
- 低渗性溶液会导致细胞膨胀。
- 等渗性溶液的存在不会导致细胞体积发生变化。

当生物细胞处于低渗环境中时，细胞内部会积聚水分，水会穿过细胞膜流入细胞，使其膨胀。在植物细胞中，细胞壁会限制膨胀，导致细胞壁从内部产生压力，称为膨压。膨压使草本植物直立。这也是植物如何调节气孔孔径的决定性因素。在动物细胞中，过高的渗透压会导致细胞溶解。
渗透压是反渗透过滤的基础，这是一种常用于水净化的过程。待净化的水被放置在一个腔室中，并置于比水和溶解在其中的溶质施加的渗透压更大的压力下。腔室的一部分通向一个不同的渗透膜，该膜可以让水分子通过，但不能让溶质颗粒通过。海水的渗透压约为27atm。反渗透从海水中淡化淡水。

## 外部連結
- Osmotic pressure and potential （页面存档备份，存于）
- Osmotic pressure
- Nobel Prize lecture on osmotic pressure and chemical equilibrium (pdf) （页面存档备份，存于）
- What is Osmosis? Explanation and Understanding of a Physical Phenomenon （页面存档备份，存于）